# Галактика 4
Галактика 4 (англ. Galaxy 4) — восемнадцатая серия британского научно-фантастического телесериала «Доктор Кто», состоящая из четырех эпизодов, которые были показаны в период с 11 сентября по 2 октября 1965 года. Один эпизод сохранился в архивах Би-би-си, а три были утрачены и доступны лишь в виде реконструкций. 15 ноября 2021 года серия вышла в официальной цветной анимации на DVD и Blu-Ray.

## Синопсис
ТАРДИС заносит на обречённую планету, ставшей местом крушения воюющих кораблей

## Сюжет

### Эпизод 1. Четыреста рассветов
Доктор, Вики и Стивен прибывают на необычно тихую планету и сталкиваются с любопытными маленькими роботами, которых Вики называет Неваляшками. Неизвестно, враждебны ли они, но одного из них отключают две женщины, дравины-клоны, с планеты Дравин в Галактике 4. Эта неизвестная планета тоже находится в Галактике 4, но название её неизвестно. Дравины находятся под командованием их лидера, Мааги, которая относится к своим подчиненным-клонам с нескрываемым презрением. Они находятся в состоянии войны с рептилиями риллами, хозяевами Неваляшек, и корабли обеих рас разбились на этой планете. Планета взорвется через четырнадцать рассветов, корабль дравинов не подлежит починке и Маага с подчиненными пытается захватить корабль риллов, который, как они считают, восстановился после крушения. Она рассказывает историю дравинов как жертв (корабль риллов выстрелил в корабль дравинов, и тот успел ответить тем же, прежде чем оба рухнули, после чего риллы убили одну из их раненых), но Доктор замечает в их поведении хладнокровие и жестокость и его этот рассказ не убеждает. Он проводит подсчеты и выясняет, что планета взорвется всего через два дня.

### Эпизод 2. Стальная ловушка
Неваляшки пытаются проникнуть в ТАРДИС, даже пытаются её взорвать вместе со Стивеном и Доктором, но у них не выходит. Доктор пытается скрыть правду о планете от дравинов, но Маага под дулом пистолета заставляет выдать её, и ему с командой ничего не остается, кроме как помочь дравинам. Стивен остается в качестве заложника, а Доктор и Вики отправляются захватывать контроль над кораблём риллов. Маага пытается склонить Стивена на свою сторону, чтобы тот вместе с Доктором взял их с собой, но тот отвечает отказом, так как не умеет управлять ТАРДИС, а Доктор все равно откажет им. Стивен ложится спать, и, проснувшись, слышит разговор дравинцев об уничтожении риллов.
Доктор и Вики проникают на корабль Риллов и понимают, что те очень продвинуты по сравнению с дравинами. Вскоре они видят одного из них.

### Эпизод 3. Воздушный шлюз
Выясняется, что риллы - уродливые, дышащие аммиаком телепаты. Они объясняют доктору, что они мирные и предложили Мааге помощь, но та отказалась и предпочла войну, а также, что на самом деле риллы лишь отвечали на агрессию: первыми стреляли дравины, а Маага сама добила раненую. Доктор рассказывает риллам, что планете осталось всего два дня и обещает помочь им, так как корабль риллов требует солнечной энергии, но он не успел достаточно зарядиться от местных трех солнц для взлета. Местный газ нельзя использовать как топливо, поэтому риллы просят зарядить корабль от ТАРДИС. Тем временем, Стивен пытается сбежать, но из шлюза видит снаружи Неваляшку (не зная о том, что она не враждебна), а Маага начинает откачивать воздух из шлюза.

### Эпизод 4. Взрывающаяся планета
Доктор и Вики возвращаются на корабль дравинов и находят там Стивена без сознания в шлюзе. Они возвращаются к риллам, где Доктор создает преобразователь энергии и начинает заряжать корабль от ТАРДИС. Маага ведет дравинов в атаку на противника, но Неваляшки защищают его достаточно времени, чтобы корабль риллов успел взлететь. Одна из Неваляшек провожает путников до ТАРДИС, и те взлетают. Планета взрывается вместе с дравинами.
История подводит к одиночной серии "Миссия в неизвестное". Вики смотрит в иллюминатор на планету и думает, что происходит там. Камера спускается вниз на планету, где Джефф Гарви в джунглях повторяет фразу «Я должен убить».

## Трансляции и отзывы
| Эпизод                 | Дата показа      | Продолжительность | Телезрители (в миллионах) | Archive                            |
| ---------------------- | ---------------- | ----------------- | ------------------------- | ---------------------------------- |
| «Четыреста рассветов»  | 11 сентября 1965 | 22:21             | 9.0                       | Only stills and/or fragments exist |
| «Стальная ловушка »    | 18 сентября 1965 | 24:51             | 9.5                       | Only stills and/or fragments exist |
| «Воздушный шлюз»       | 25 сентября 1965 | 24:19             | 11.3                      | 16mm t/r                           |
| «Взрывающаяся планета» | 2 октября 1965   | 24:47             | 9.9                       | Only stills and/or fragments exist |
| [ 1 ] [ 2 ] [ 3 ]      |                  |                   |                           |                                    |